# Iglesia de San Miguel (San Miguel de Linares)
La iglesia de San Miguel es un edificio situado en la entidad de población española de San Miguel de Linares, en la provincia de Vizcaya.

## Descripción
El edificio se encuentra en la entidad de población española de San Miguel de Linares, del municipio de Arcentales, perteneciente a la provincia de Vizcaya, en la comunidad autónoma del País Vasco. Se menciona como iglesia parroquial del lugar en el décimo volumen del Diccionario geográfico-estadístico-histórico de España y sus posesiones de Ultramar de Pascual Madoz, donde aparece descrita con las siguientes palabras: «tiene 1 parr. dedicada á San Miguel».